# Augustyny
Augustyny (niem. Agstein) – wieś w Polsce położona w województwie warmińsko-mazurskim, w powiecie lidzbarskim, w gminie Orneta.
W latach 1975–1998 miejscowość administracyjnie należała do województwa elbląskiego. Wieś znajduje się w historycznym regionie Warmia.
W pobliżu Augustyn położone jest jezioro Taftowo.

## Nazwa
9 grudnia 1947 roku ustalono urzędową polską nazwę miejscowości – Augustyny, określając drugi przypadek jako Augustyn, a przymiotnik – augustyński.